# Prionospio kulin
Prionospio kulin är en ringmaskart som beskrevs av Wilson 1990. Prionospio kulin ingår i släktet Prionospio och familjen Spionidae. Inga underarter finns listade i Catalogue of Life.